# José Braña i Lérida
José Braña i Lérida (Ferrol, (Galícia), 1854 - [...?]) fou un compositor gallec del qual s'ignora quasi tot de la seva vida. Se sap que fou director d'orquestra, i que va compondre diverses obres i es dedicà a l'ensenyament del piano.